# 马克菲帕赫
马克菲帕赫是德国图林根州的一个市镇。总面积9.18平方公里，总人口539人，其中男性272人，女性267人（2011年12月31日），人口密度59人/平方公里。